# Beaumont-la-Ferrière
Beaumont-la-Ferrière és un municipi francès, situat al departament del Nièvre i a la regió de Borgonya - Franc Comtat. L'any 2007 tenia 137 habitants.

## Demografia

### Població
El 2007 la població de fet de Beaumont-la-Ferrière era de 137 persones. Hi havia 56 famílies, de les quals 16 eren unipersonals (8 homes vivint sols i 8 dones vivint soles), 24 parelles sense fills i 16 parelles amb fills.
La població ha evolucionat segons el següent gràfic:
Habitants censats

### Habitatges
El 2007 hi havia 90 habitatges, 57 eren l'habitatge principal de la família, 20 eren segones residències i 13 estaven desocupats. 86 eren cases i 2 eren apartaments. Dels 57 habitatges principals, 45 estaven ocupats pels seus propietaris i 12 estaven llogats i ocupats pels llogaters; 4 tenien dues cambres, 8 en tenien tres, 10 en tenien quatre i 35 en tenien cinc o més. 35 habitatges disposaven pel capbaix d'una plaça de pàrquing. A 31 habitatges hi havia un automòbil i a 21 n'hi havia dos o més.

### Piràmide de població
La piràmide de població per edats i sexe el 2009 era:
| Homes | Edats   | Dones |
| ----- | ------- | ----- |
| 0     | 95 o +  | 0     |
| 4     | 90 a 94 | 0     |
| 0     | 85 a 89 | 8     |
| 0     | 80 a 84 | 0     |
| 0     | 75 a 79 | 4     |
| 4     | 70 a 74 | 0     |
| 4     | 65 a 69 | 0     |
| 8     | 60 a 64 | 8     |
| 8     | 55 a 59 | 4     |
| 4     | 50 a 54 | 4     |
| 12    | 45 a 49 | 4     |
| 4     | 40 a 44 | 0     |
| 0     | 35 a 39 | 0     |
| 8     | 30 a 34 | 8     |
| 0     | 25 a 29 | 8     |
| 0     | 20 a 24 | 0     |
| 0     | 15 a 19 | 0     |
| 0     | 10 a 14 | 0     |
| 0     | 5 a 9   | 8     |
| 4     | 0 a 4   | 4     |

## Economia
El 2007 la població en edat de treballar era de 78 persones, 43 eren actives i 35 eren inactives. De les 43 persones actives 41 estaven ocupades (26 homes i 15 dones) i 2 estaven aturades (1 home i 1dona). De les 35 persones inactives 11 estaven jubilades, 2 estaven estudiant i 22 estaven classificades com a «altres inactius».

### Ingressos
El 2009 a Beaumont-la-Ferrière hi havia 54 unitats fiscals que integraven 118,5 persones, la mediana anual d'ingressos fiscals per persona era de 13.959 €.

### Activitats econòmiques
Dels 3 establiments que hi havia el 2007, 1 era d'una empresa de construcció, 1 d'una empresa de transport i 1 d'una empresa d'hostatgeria i restauració.
L'únic servei als particulars que hi havia el 2009 era un electricista.
L'any 2000 a Beaumont-la-Ferrière hi havia 5 explotacions agrícoles.

## Equipaments sanitaris i escolars
El 2009 hi havia una escola elemental integrada dins d'un grup escolar amb les comunes properes formant una escola dispersa.

## Poblacions més properes
El següent diagrama mostra les poblacions més properes.